# McClure (Ohio)
McClure és una població dels Estats Units a l'estat d'Ohio. Segons el cens del 2000 tenia 761 habitants.

## Demografia
Segons el cens del 2000, McClure tenia 761 habitants, 285 habitatges, i 208 famílies. La densitat de població era de 599,6 habitants per km².
Dels 285 habitatges en un 35,1% hi vivien nens de menys de 18 anys, en un 63,2% hi vivien parelles casades, en un 7,4% dones solteres, i en un 26,7% no eren unitats familiars. En el 21,4% dels habitatges hi vivien persones soles el 8,1% de les quals corresponia a persones de 65 anys o més que vivien soles. El nombre mitjà de persones vivint en cada habitatge era de 2,67 i el nombre mitjà de persones que vivien en cada família era de 3,11.
Per edats la població es repartia de la següent manera: un 26,3% tenia menys de 18 anys, un 10,9% entre 18 i 24, un 28,8% entre 25 i 44, un 20,8% de 45 a 60 i un 13,3% 65 anys o més.
L'edat mediana era de 36 anys. Per cada 100 dones de 18 o més anys hi havia 96,8 homes.
La renda mediana per habitatge era de 40.982 $ i la renda mediana per família de 44.375 $. Els homes tenien una renda mediana de 34.792 $ mentre que les dones 21.250 $. La renda per capita de la població era de 16.433 $. Aproximadament el 4,7% de les famílies i el 7,9% de la població estaven per davall del llindar de pobresa.

## Poblacions més properes
El següent diagrama mostra les poblacions més properes.